# Polystachya pudorina
Polystachya pudorina är en orkidéart som beskrevs av Phillip James Cribb. Polystachya pudorina ingår i släktet Polystachya och familjen orkidéer. Inga underarter finns listade i Catalogue of Life.